# Palazzi medievali di Orvieto

## Complesso Palazzi Papali (Palazzo Papale, Palazzo Vescovile, Palazzo Soliano)

### Il Palazzo Vescovile
È il primo palazzo partendo dal Duomo e dirigendosi a destra. Venne fatto erigere nel 977 da Benedetto VII presso la chiesa di Santa Maria Prisca di cui si presume che la porta d'ingresso sia la porta posta alla destra del duomo, la cosiddetta Porta Soliana. I papi che vi abitarono man mano la arricchirono e la ampliarono con nuove sale.
All'interno di particolare rilievo ed interesse era una cappella con archi acuti di cui oggi rimangono solamente dei resti. All'esterno, invece, vi sono delle bifore e delle trifore ogivali che si trovano sul lato prospiciente la piazza e sul lato degli orti del palazzo.
In alcune stanze al pianterreno vi è il Museo Archeologico Nazionale che ospita le "tombe Golini" I e II originarie del IV secolo a.C.

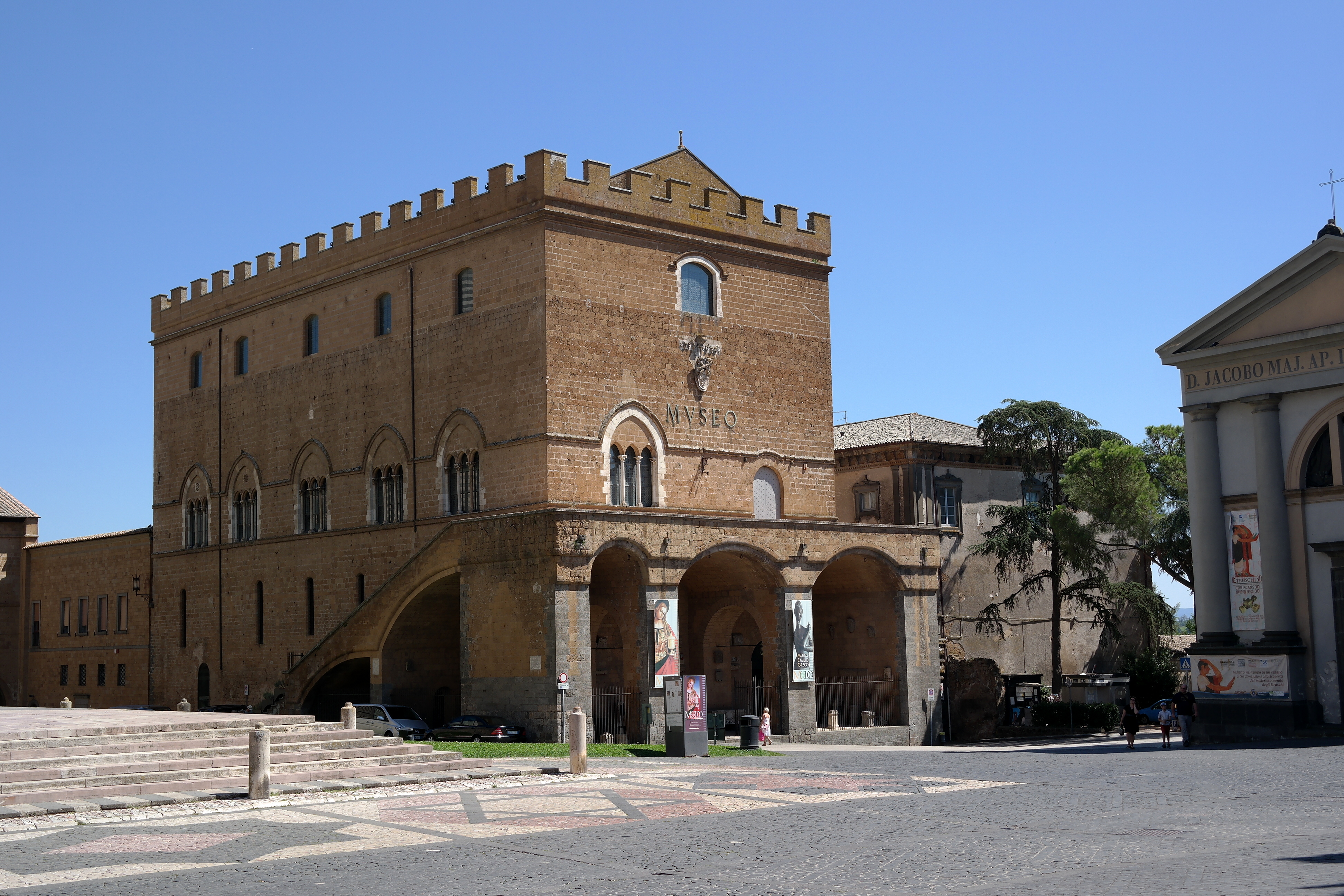
Palazzo Soliano, sede del Museo Emilio Greco e del Museo dell'Opera del Duomo.

### Palazzo Soliano
È adiacente al precedente. Viene detto anche Palazzo di Bonifacio VIII.
Contrastanti sono le notizie sull'edificazione. Secondo alcuni è stato costruito per iniziativa di Bonifacio stesso, secondo altri è stato costruito dagli abitanti di Orvieto in onore al pontefice. È costituito da due grandi saloni sovrapposti, la sala inferiore è sede del Museo Emilio Greco, la sala superiore è sede del Museo dell'Opera del Duomo. Le due sale sono collegate da una vasta scala addossata a uno dei muri perimetrali del palazzo.

## Palazzo comunale
Fu edificato nel 1216-1219 e rinnovato dallo Scalza verso il 1600.
Il piano terra ha 7 aperture ad arco a tutto sesto suddivise da pilastri squadrati. Le aperture sono sormontate da due piani di finestre (7 per piano), quelle dell'ultimo piano sono più piccole.
A sinistra della facciata vi è il campanile dodecagonale e merlato dell'adiacente Chiesa di Sant'Andrea.

## Palazzo dei Sette con la torre del Moro

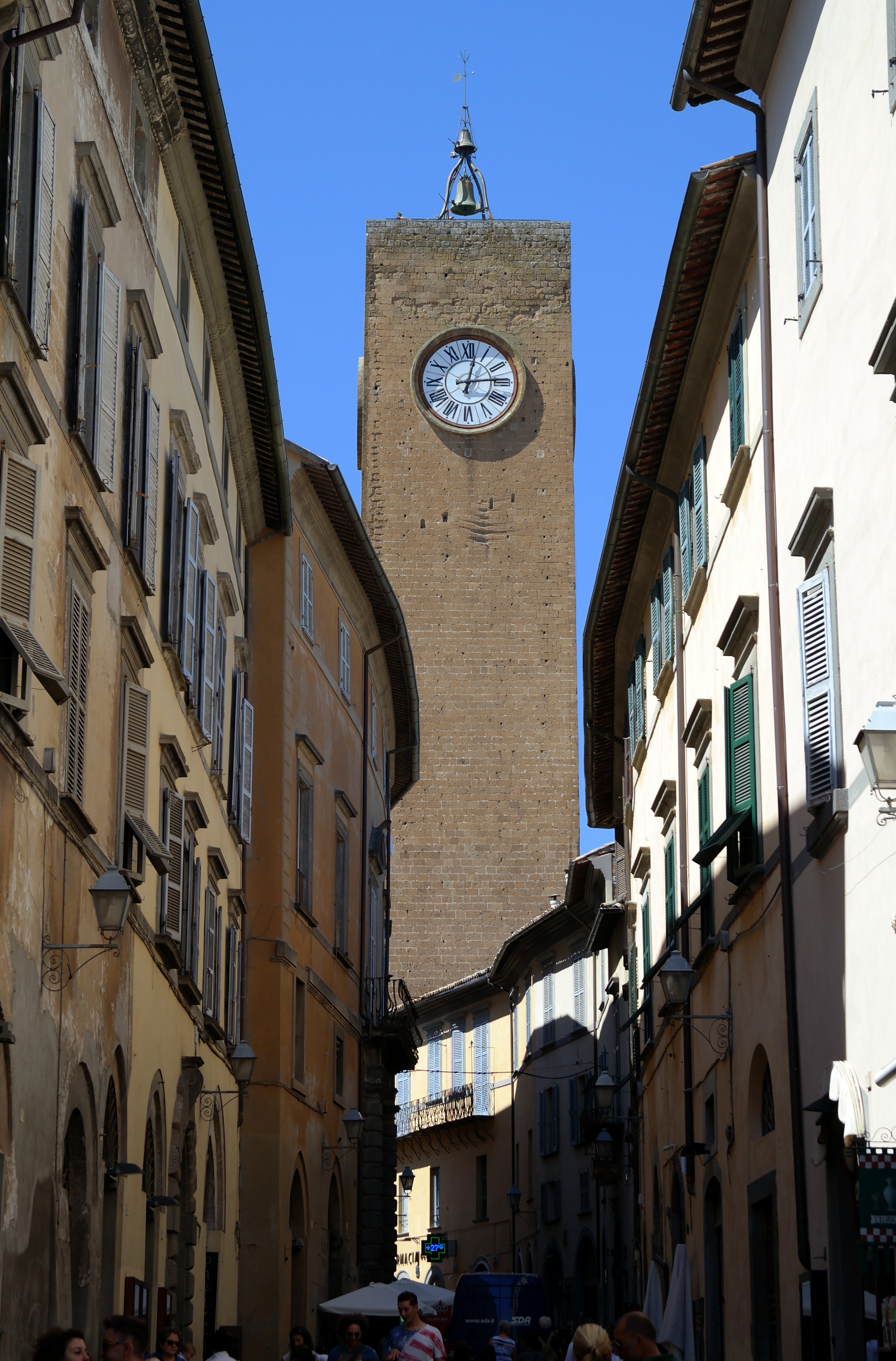
La torre del Moro

### Palazzo dei Sette
Appartenne all'antica famiglia dei Della Terza, poi fu di proprietà del Papato, sede dei Sette (i rappresentanti delle arti) e in seguito del pontefice. Nel 1515 Papa Leone X cedette al comune la torre insieme ad altri edifici di proprietà ecclesiastica. Il palazzo fu anche sede del Governatore. Più tardi fu adibito a funzioni di pubblica utilità.
Nel 1996 è stato ristrutturato ed è attualmente sede di un centro culturale, ma anticamente era sede della famiglia Della Terza, poi del papato. Della fine del XIX secolo è la sistemazione nel pianoterra degli uffici delle poste e telegrafi, ora siti altrove. Attualmente, al secondo piano del Palazzo dei Sette, risiede la sede centrale dell'Associazione Cittaslow International.

### Torre del Moro
La porta a destra del palazzo consente l'accesso alla torre civica. Fu costruita intorno al 1200, periodo in cui il centro urbano di Orvieto era soggetto a ristrutturazioni negli edifici più importanti come l'antico Palazzo Comunale e il Palazzo del Capitano del Popolo oltre che all'edificazione del Duomo. Essa, con i suoi 47 metri d'altezza, costituiva un ottimo strumento di difesa e osservazione, permetteva infatti un'ottima visuale sull'intero borgo e sui castelli limitrofi appartenenti al territorio orvietano. È posizionata in pieno centro della città, orientata perfettamente secondo i punti cardinali, nel crocevia dei quattro quartieri della città  (Corsica, Serancia, Olmo, Santa Maria della Stella) e delle più importanti strade della città: Corso Cavour, Via della Costituente, Via del Duomo.
Inizialmente questa torre era chiamata Torre del Papa poiché fino alla prima metà del 1500 era stata di proprietà del pontefice. Oggi è nota a tutti come Torre del Moro. Vi sono diverse ipotesi riguardo all'origine di questa denominazione. Una delle più antiche afferma che la torre prese questo nome per via di un moro geloso che aveva prosperato nell'atrio della costruzione. Successivamente si ipotizzò che il nome derivasse dall'insegna del "moro" o Saracino che si appendeva sulla stessa torre in occasione di alcune feste medievali per essere colpita dai cavalieri. Oggi si ritiene che certamente derivi dal nome di Raffaele di Sante, detto il Moro, proprietario del sottostante palazzo Gualterio e padre del celebre vescovo di Viterbo, Sebastiano Gualterio.
Nel 1865 fu posta sulla torre a circa diciotto metri d'altezza, la vasca distributrice del nuovo acquedotto. Alla sommità della torre si trovano due campane, la più piccola apparteneva alla Torre di Sant'Andrea, mentre la più grande al Palazzo del Popolo dove era rimasta dal 1313 anno in cui fu fatta fondere dal Capitano del Popolo Poncello Orsini con impressi il suo stemma e emblema insieme ai 25 simboli delle Arti e al sigillo del popolo. La campana fu trasferita sulla torre nel 1876. Del 1875 è invece l'orologio meccanico.
La torre fu per un periodo sede pubblica dei Sette Signori, e per un breve periodo nel XVI secolo vi abitò Antonio da Sangallo il Giovane periodo in cui si dedicò a vari lavori in città tra cui la costruzione del Pozzo di San Patrizio. Dalla fine del XIX secolo il pianoterra della torre è stato la sede degli uffici postali e dei telegrafi.
Alla base della struttura, in corrispondenza della parete della torre rivolta verso Via della Costituente, troviamo una targa con un'incisione che recita: “Vieni a veder Montecchi e Cappelletti, Monaldi e Filippeschi, uom sanza cura, color già tristi, e questi con sospetti!” – (Vieni a vedere Montecchi e Cappelletti, Monaldi e Filippeschi, uomini senza onore, i primi tristi, i secondi pieni di sospetti!) Sono versi tratti dal Purgatorio della Divina Commedia di Dante Alighieri che citano il sanguinoso conflitto tra le nobili famiglie dei Monaldeschi e Filippeschi che nel 1212 si scontrarono apertamente per ottenere la supremazia e il controllo su Orvieto.

## Palazzo del Popolo
Questo palazzo si erge nell'omonima piazza e risale ai primi anni ottanta del XIII secolo. La sua origine è dibattuta, tuttavia si pensa che fu costruito su iniziativa della famiglia Neri della Greca su un preesistente palazzo papale del 1157.

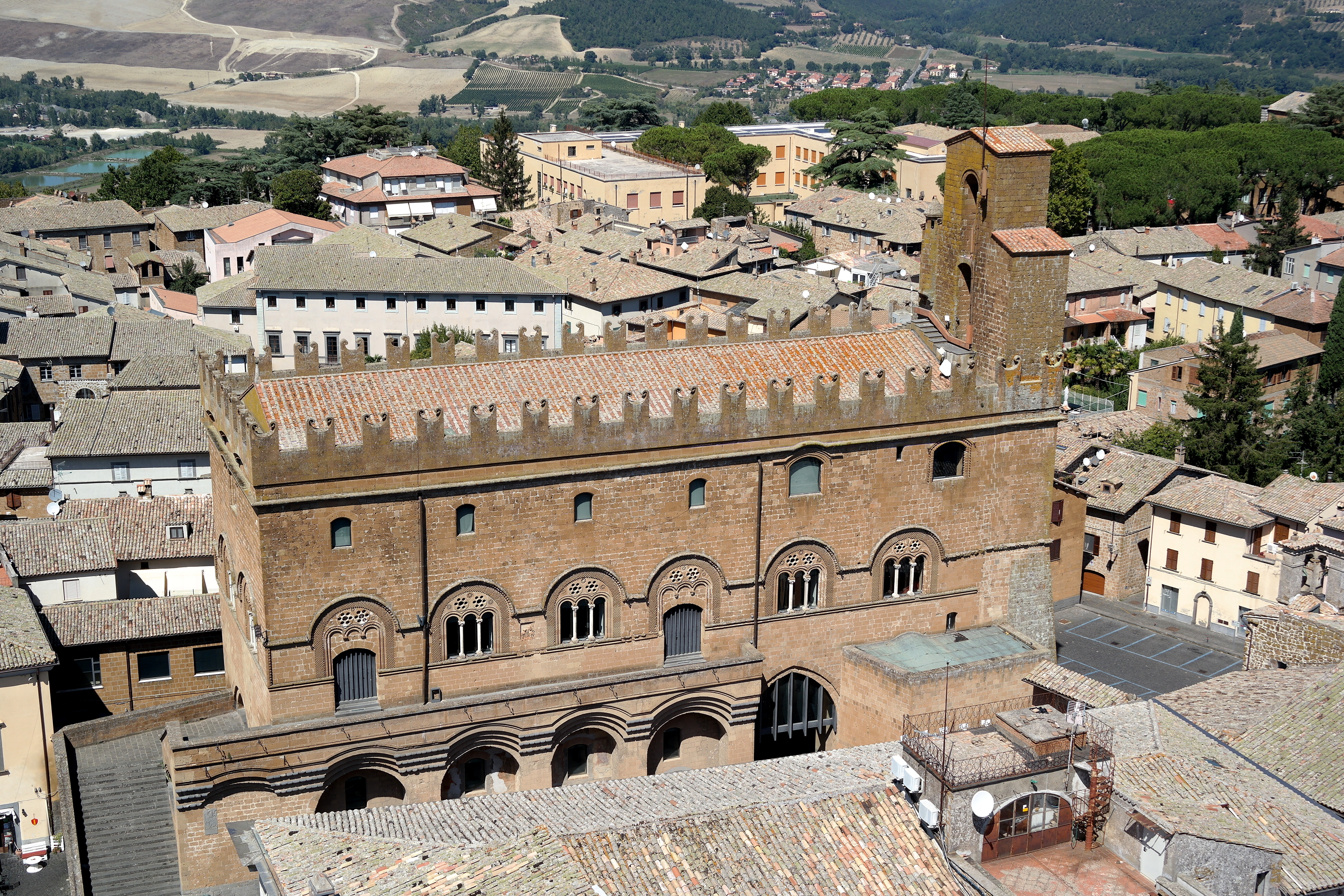
Palazzo del Popolo.

Il palazzo vide delle modifiche e degli ampliamenti già nel decennio successivo. La torre campanaria è del 1315. In seguito, il capitano del popolo, che qui insediò la propria dimora, vi collocò la campana con incisi i simboli delle arti che ora si trova sulla Torre del Moro. Del 1472 è la copertura superiore.
Oltre al capitano vi abitarono il Podestà e i Sette Signori; dal 1651, ospitò il Monte di Pietà.
Tra le sale principali vi sono: la sala del '400, la sala che nel 1596 fu ceduta allo Studium delle Facoltà di Diritto, Teologia e Logica, le cui lezioni vennero tenute, due volte al giorno, tramite il richiamo della campana del popolo, fino al 1651 quando le lezioni furono costrette ad essere spostate altrove.
Da allora di quell'università se ne persero le tracce. Nel Saggio Statistico Storico del Pontificio Stato, compilato dall'ingegnere perugino Gabrielle Calindri a Perugia nel 1829, si riporta la fondazione dell'università nel 1013, concessa dall'imperatore Enrico II di Sassonia, il Santo e da papa Benedetto VIII, già nelle Historie di Cipriano Manente edite nel 1561; lo Studium Generalis fu riconfermato dal cardinale Egidio Albornoz nel 1377.
I locali superiori furono adibiti a teatro a partire dal 1578. Il comune di Orvieto stanziò somme di denaro per i concittadini che volessero partecipare agli spettacoli a patto che queste manifestazioni culturali fossero messe in scena. A queste manifestazioni partecipò una certa Accademia dei Giovani.
Fu restaurato alla fine degli anni ottanta e attualmente è sede di un centro congressi.
Altri lavori hanno reso possibile delle scoperte archeologiche negli scantinati, tra cui un tempio del V secolo un acquedotto e una cisterna medievali.

## Palazzo Medici
È sito presso porta Romana.
Il palazzo ha uno stile duecentesco. Particolare rilevanza hanno le finestre all'ultimo piano, che presentano interessanti motivi ornamentali.